# Контактор

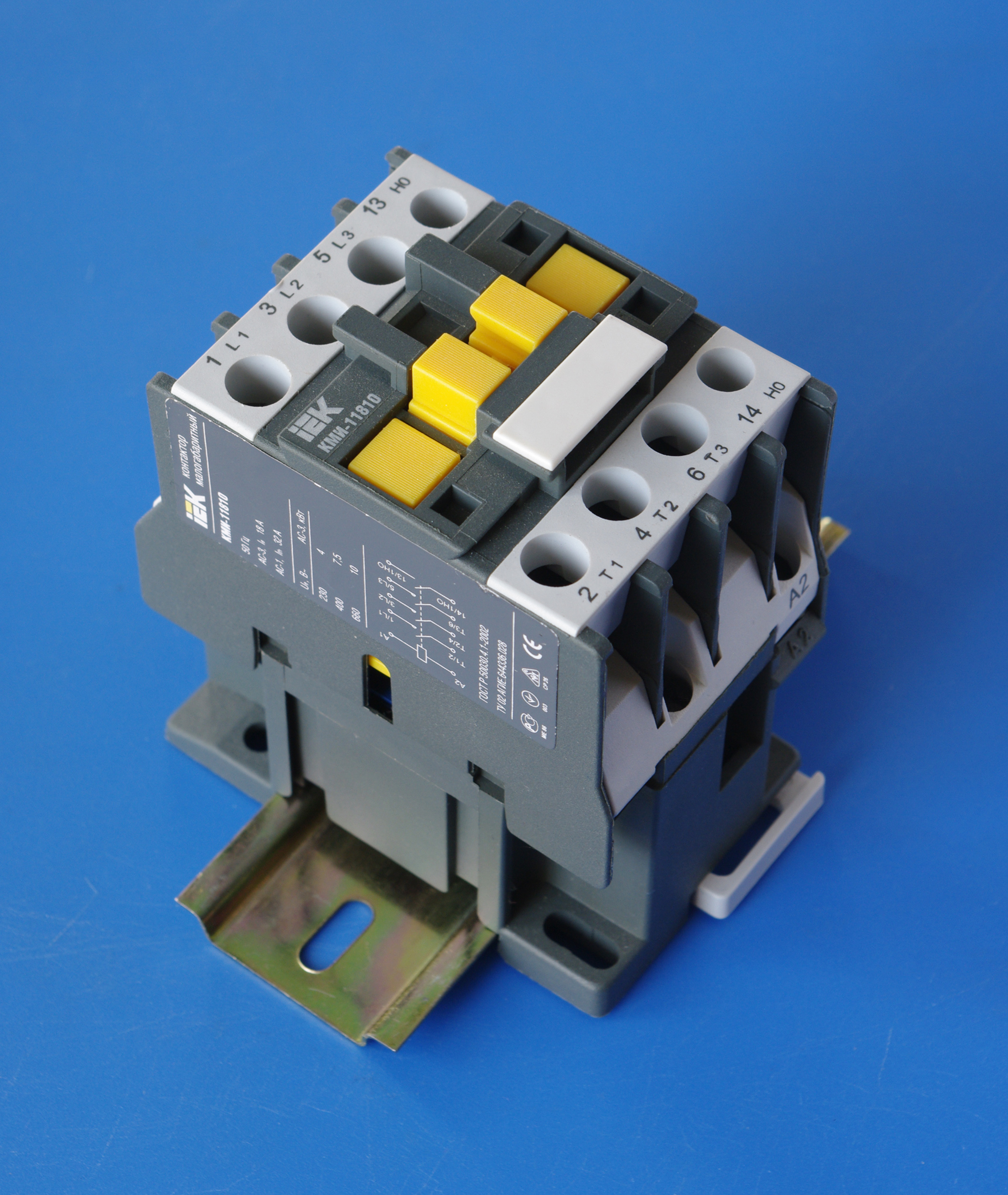
Малогабаритний промисловий контактор для встановлення на DIN рейку

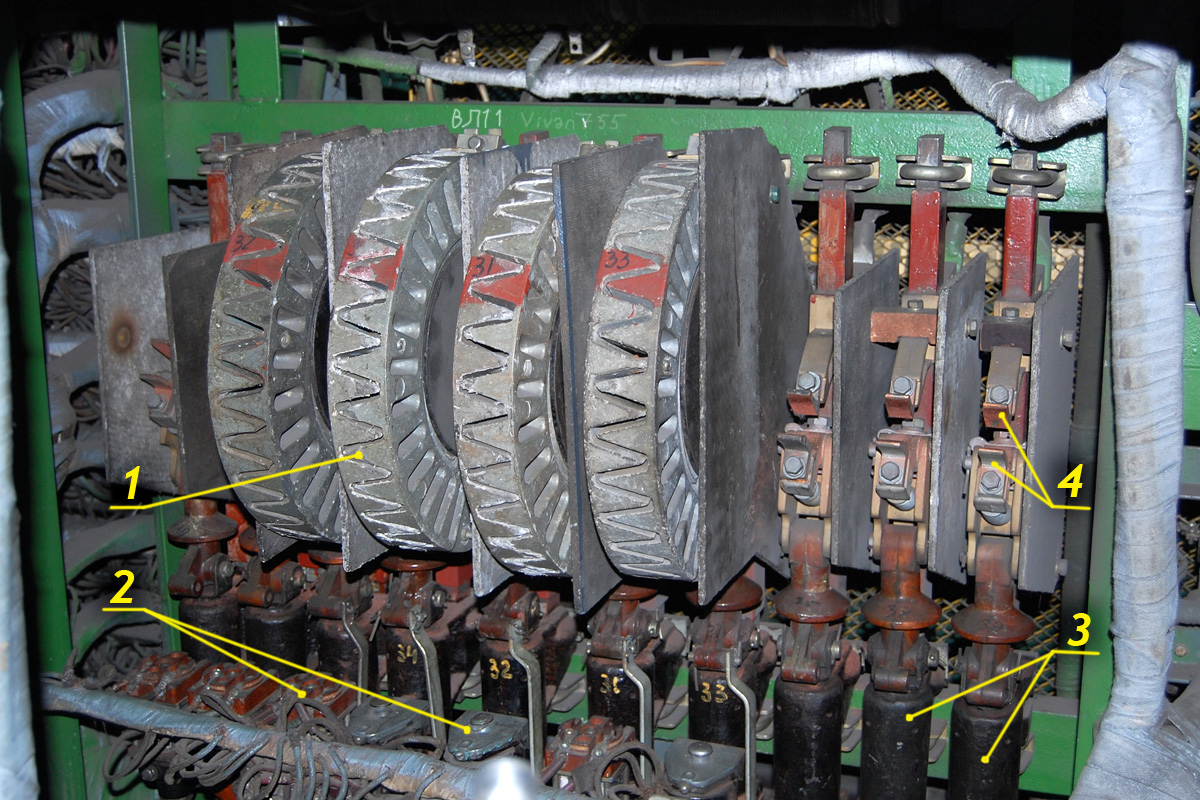
Потужні електропневматичні контактори постійного струму з щілинними дугогасними камерами (1) і без. Електровоз ВЛ11

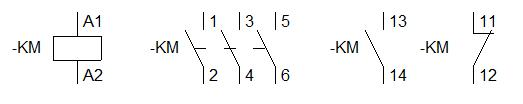
Умовне графічне позначення контактора на принципових електричних схемах

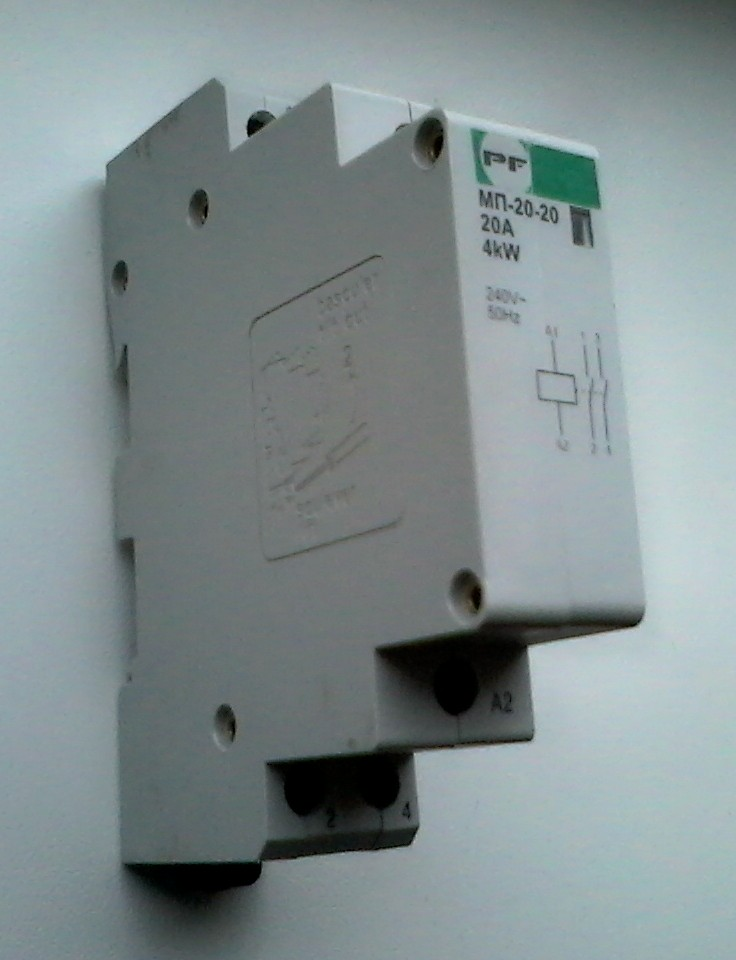
Модульний двополюсний контактор

Конта́ктор (рос. контактор, англ. contactor, нім. Schütz n, Schaltschütz n, Kontaktgeber m) — двопозиційний контактний електричний апарат з самоповерненням, призначений для частих комутацій струмів, що не перевищують передбачених струмів перевантаження, та який дистанційно керується за допомогою електрики.

## Призначення
Контактори відносяться до комутаційних апаратів і використовуються для замикання або розмикання електричних кіл, якими проходить великий струм, за допомогою електросхем з набагато-нижчим рівнем потужності ніж силові кола. Основним призначенням контакторів є керування (вмикання та вимикання) обладнанням — електродвигунами, освітлювальними системами, електричними конденсаторами, обігрівачами промисловими електричними печами тощо. На відміну від автоматичних та поворотних вимикачів контактори повинні здійснювати комутації з досить великою частотою (до 1200 циклів на годину). Відтак ці апарати повинні мати високу механічну й електричну витривалість. Найчастіше контактори використовуються у магнітних пускачах. Електромагнітні контактори серії КТ - це комутуючі пристрої, призначені для дистанційних частих запусків і відключень приймачів електричної енергії. Переважно використовуються в складі вантажопідйомного обладнання.
Головними складниками контакторів є: корпус, котушка, магнітопровід, пружина, силові та додаткові контакти, затискачі.

## Види контакторів
За умовами використання, контактори поділяють на промислові та модульні, котрі використовуються у побутових щитках з 35 міліметровими рейками. Модульні контактори відрізняться невеликими розмірами і дуже тихою роботою - до 20 децибел. Відомі фірми випускають також модульні контактори і з ручним керуванням, яке здійснюється за допомогою ручного селектора на три позиції.
Промислові контактори розрізняють залежно від середовища, у якому знаходяться головні контакти — повітряні, газові, вакуумні тощо. За родом струму головного кола їх поділяють на контактори постійного та змінного струму.

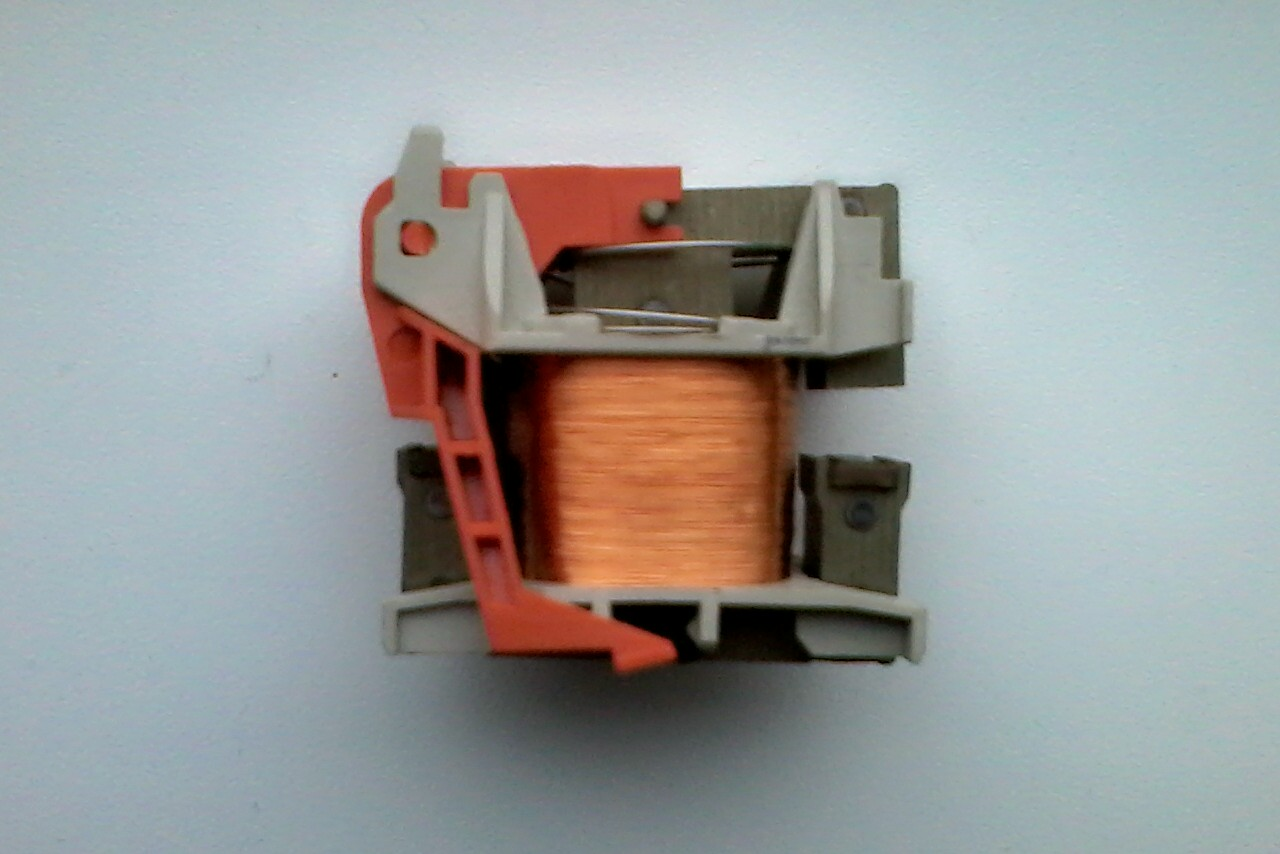
Котушка з осердям модульного контактора

Залежно від числа силових контактів розрізняють контактори однополюсні, двополюсні, триполюсні та чотириполюсні. Однополюсний контактор має рухомий і нерухомий, а двополюсний — два рухомі і два нерухомі контакти тощо. Промислові контактори обов'язково мають додаткові несилові контакти для використання їх у схемах керування та сигналізації. Привід контактора може бути пневматичним або електромагнітним, залежно від цього розрізняються контактори електропневматичні та електромагнітні.